# لیوبرتسی ۲۱۶۴۳۹
سیارک ۲۱۶۴۳۹ (به انگلیسی: 216439 Lyubertsy، نامگذاری:2009EV3) دویست و شانزده هزار و چهارصد و سی و نهمین سیارک کشف شده‌است که در ۱۵ مارس ۲۰۰۹ کشف شد.